# Canal du Curé
Le canal du Curé est situé dans le nord de la Charente-Maritime, au sud de la Sèvre niortaise et draine la partie méridionale du Marais poitevin.
Ce canal de dessèchement correspond au cours inférieur du Curé qui est canalisé depuis la fin du XVIIIe siècle et qui a longtemps porté le nom de Grand canal d'Andilly.
Avec un cours de 17 kilomètres, il est le quatrième canal par sa longueur en Charente-Maritime.

## Les données hydrographiques

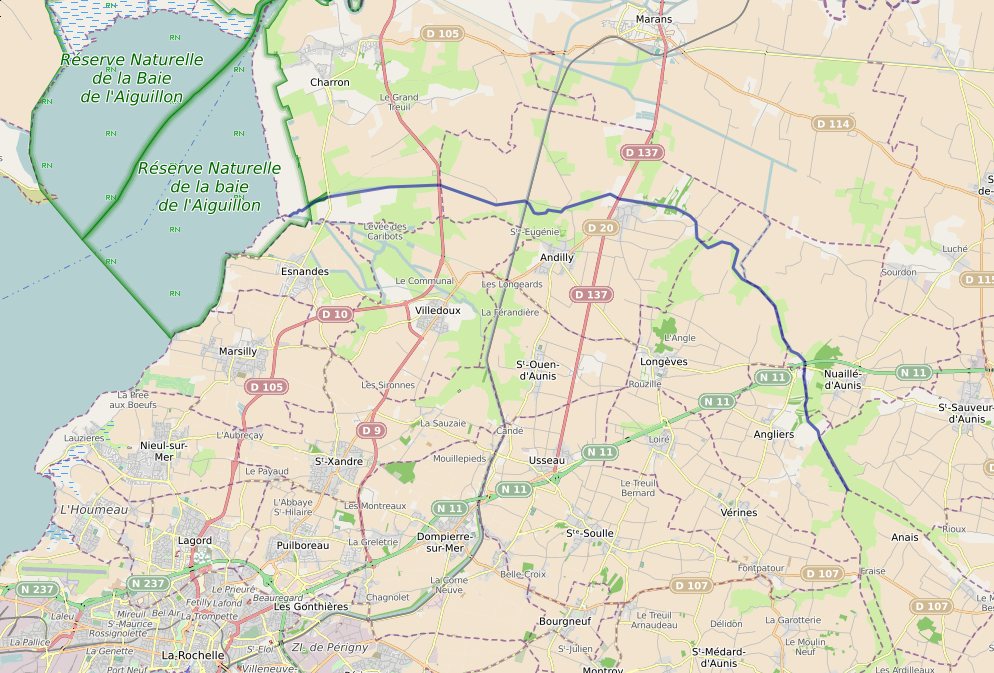
Le tracé du canal (en bleu)

### Description sommaire du canal du Curé
Faisant partie du cours du Curé dont la longueur totale est évaluée à 45 km, le canal du Curé fait partie du bassin hydrographique de la Sèvre niortaise en raison de son implication étroite avec les nombreux canaux qui irriguent la partie méridionale du Marais poitevin et qui le mettent en contact avec le fleuve. De ce fait, il appartient au bassin côtier Loire-Bretagne.
À l'aval du petit village d'Anais, le cours d’eau du Curé est grossi sur sa rive gauche des eaux de la petite rivière du Virson et c‘est à partir de cette confluence que son cours est canalisé. Il reçoit dès lors le nom de canal du Curé jusqu’à son embouchure dans l'océan Atlantique. Ses eaux salées sont régulées par un système hydraulique comportant deux écluses.  
Au nord-ouest du bourg d'Andilly, le canal du Curé croise le canal de Marans à La Rochelle où une très importante écluse nommée les Écluses d'Andilly a été mise en place lors de l’édification de ce dernier.
Dans la commune de Charron, juste avant son embouchure dans l'anse de l'Aiguillon, une maison éclusière a été construite au site de confluence du canal du Curé et du canal de la Chaudière au lieu-dit les Portes dans la partie marécageuse et littorale du Marais poitevin appelée les Mizottes ; Mizottes des Vrillandes au nord et Mizottes des Laisses au sud que sépare le canal du Curé.

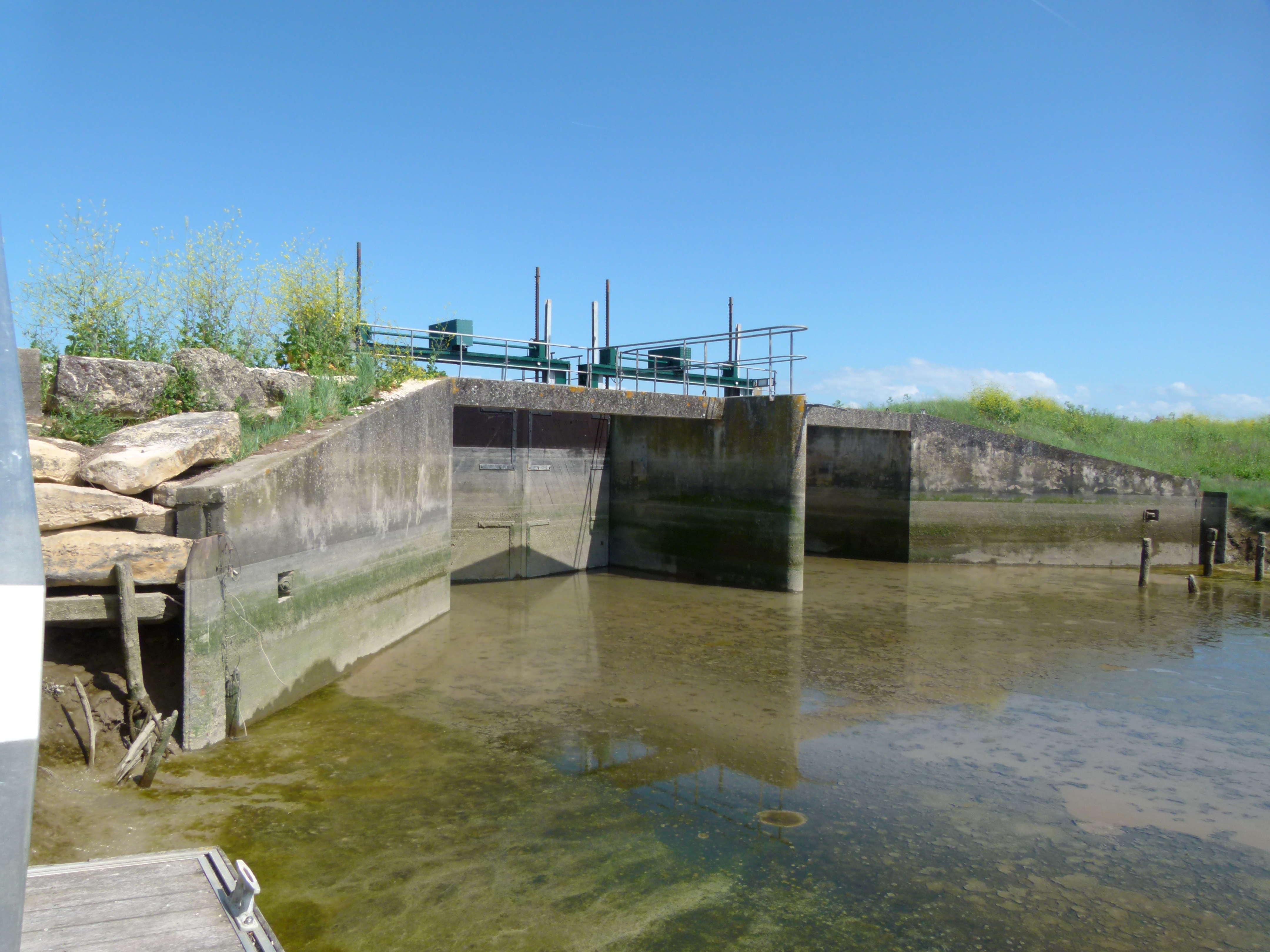
Les portes à flots du canal.

Au site de son embouchure, « le canal du Curé débouche sur l’océan au niveau des portes à flot. Les portes à flot servent à évacuer l'eau douce tout en empêchant l'eau salée de rentrer dans les marais ».

### Parcours du canal du Curé
Après que le cours du Curé soit entré dans la petite commune d’Anais dans laquelle ses eaux sont grossies sur sa rive gauche de celles du Virson, son cours devient canalisé. C’est alors que commence au lieu-dit le Gouffre le Canal du Curé dont l'altitude n'est plus que de deux mètres. Le cours canalisé du Curé débute au nord-ouest du village d’Anais qui est édifié sur une petite éminence peu élevée, d’une hauteur de 13 mètres, laquelle est enserrée par des marais (Marais de Fraise au sud, Marais de la Conche au nord, Communal d’Anais au nord-ouest).
Le cours du Curé qui est canalisé au point de confluence avec le Virson reçoit plus en amont et sur sa rive droite les eaux de la  Roulière, ruisseau qui arrose les communes de Benon et du Gué-d'Alleré d'amont en aval- elle-même grossie du "Ruisseau de l 'Abbaye " qui conflue peu après RIOUX . À cet endroit précis, situé dans la commune d’Angliers, se trouve le site de l’ancien Port-Bertrand qui fut du Moyen Âge jusqu’au début du XIXe siècle un lieu important pour le passage des habitants et des marchandises. En hiver, le franchissement du canal se faisait par bac tandis qu’en été, il se faisait à gué.
Après Angliers, le canal du Curé passe très près du village de Nuaillé-d'Aunis qui se trouve sur sa rive droite, puis entre dans la commune de Longèves et prend alors une direction ouest dès son entrée dans la vaste commune d’Andilly, celle-ci correspondant à l'avant-dernière commune traversée par son cours avant de rejoindre l’océan dans la commune de Charron.

### Les huit communes traversées par le canal du Curé

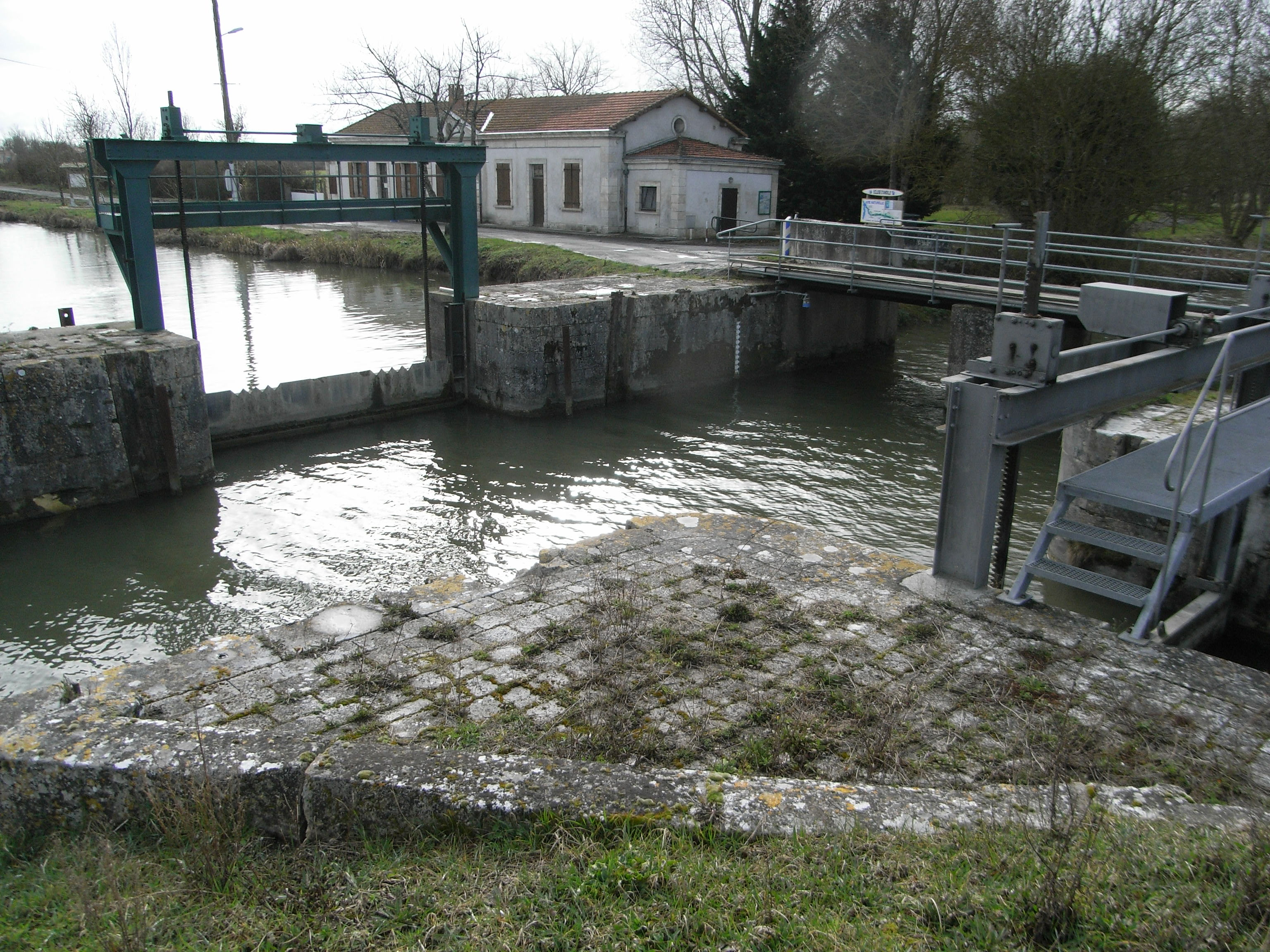
Le site remarquable des Écluses d'Andilly est un ouvrage de croisement à Andilly du canal de Marans à La Rochelle et du canal du Curé, en 2009.

Ce canal traverse trois cantons, tous situés dans l'arrondissement de La Rochelle, en Charente-Maritime, ce qui représente huit communes du lieu de canalisation du cours du Curé jusqu'à l'embouchure.
- - Canton de La Jarrie
    - Anais (début du canal du Curé)

  - Canton de Courçon
    - Le Gué-d'Alleré (le canal sert de limite communale)
    - Angliers
    - Saint-Sauveur-d'Aunis (sur une faible portion communale)
    - Nuaillé-d'Aunis

  - Canton de Marans
    - Longèves
    - Andilly (site des Écluses d'Andilly, écluses de croisement avec le canal de Marans à La Rochelle)
    - Charron (site de l'embouchure dans l'océan).

## Bref historique
C’est dans la commune d’Andilly que le canal du Curé a connu d’importants aménagements qui ont été entrepris vers la fin du XVIIIe siècle où, de 1773 à 1791, son cours est régulé et canalisé. 
La construction de la Bonde du Curé qui s’est étalée de 1774 à 1791 a permis de réguler les eaux de ce petit fleuve côtier qui débordaient chaque hiver et inondaient régulièrement un vaste terrain marécageux appelé Les Mares de Sérigny. 
C'est notamment par l'entremise de Guéau de Reverseaux, dernier intendant de l'Ancien Régime de la Généralité de La Rochelle, que s'achevèrent le chantier de construction du canal et les travaux de dessèchement du marais. Le canal qui fut creusé à cette époque pour le dessèchement du marais s’étire sur une longueur totale de 17 km en partant de la commune voisine de Longèves. 

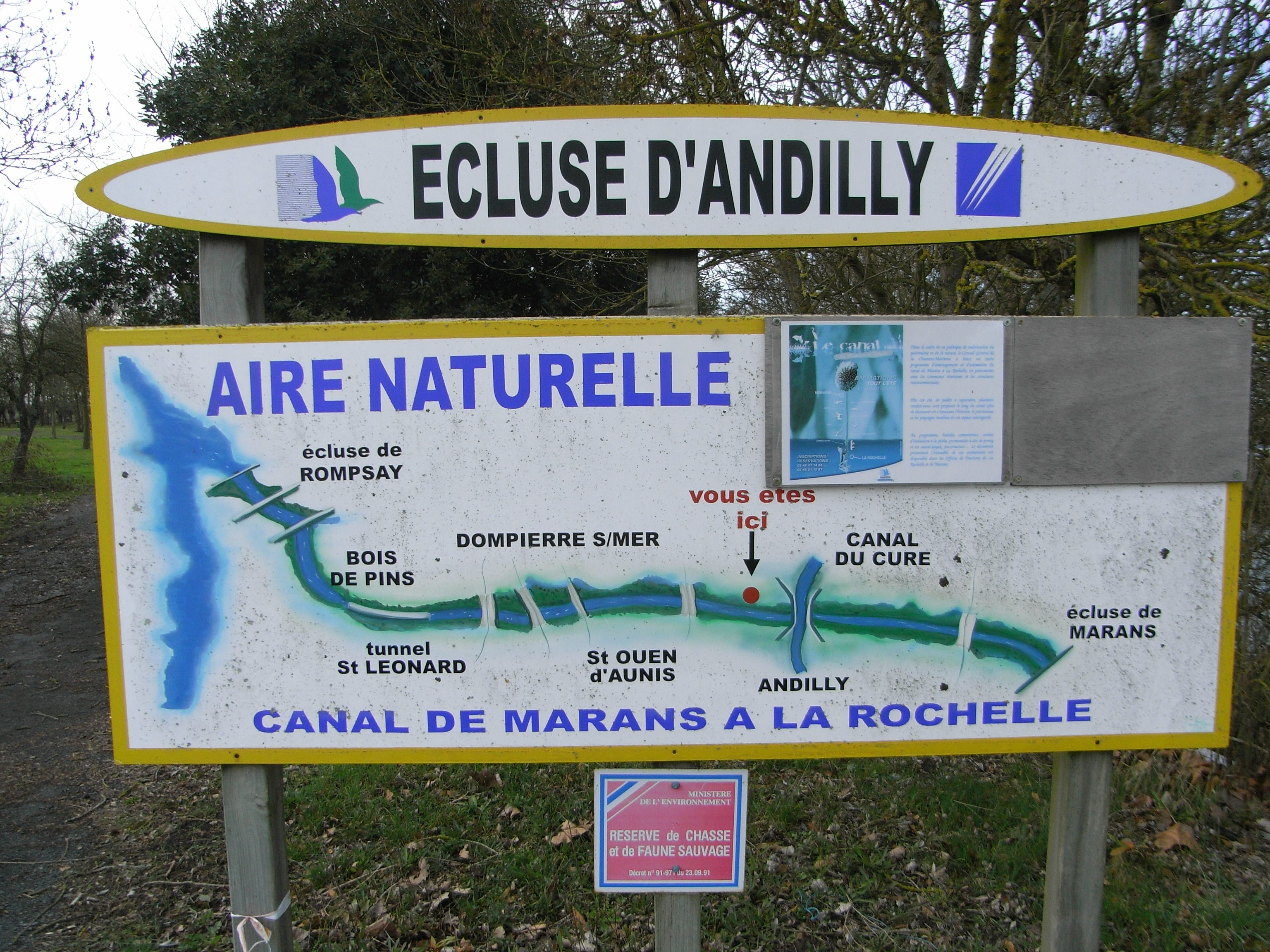
Plan du canal de Marans à La Rochelle et du lieu de croisement du canal du Curé à Andilly.

Il porta jusqu’au XXe siècle, et même jusqu'à la fin des années 1950, le nom de Grand Canal d’Andilly avant d'être dénommé du nom actuel de Canal du Curé. 
Il s'agit de par sa longueur du quatrième canal de Charente-Maritime, se classant après le canal de la Charente à la Seudre, le canal de Marans à La Rochelle et le canal de Charras. 
Dans la seconde moitié du XIXe siècle, les eaux du canal du Curé croisèrent celles du Canal de Marans à La Rochelle et nécessitèrent la construction d’importantes écluses, appelées les Écluses d’Andilly. Elles sont situées au nord du bourg d’Andilly. 
Le canal du Curé est entièrement pris en charge par le Conseil général de la Charente-Maritime qui gère également le site des Écluses d'Andilly et le canal de Marans à La Rochelle.